# Thomas Olechowski
Thomas Olechowski (* 25. Jänner 1973 in Wien) ist ein österreichischer Rechtshistoriker.

## Leben
Nach einem Studium der Rechtswissenschaften an der Universität Wien wurde Olechowski 1998 promoviert und habilitierte sich 2003 an derselben Universität, wo er anschließend als außerordentlicher Universitätsprofessor lehrte. Von 2004 bis 2014 war er zusätzlich an der Paneuropäischen Hochschule in Bratislava tätig. 2019 wurde er zum Universitätsprofessor für Österreichische und Europäische Rechtsgeschichte an der Universität Wien ernannt.
2008 wurde Olechowski zum korrespondierenden, 2013 zum wirklichen Mitglied der philosophisch-historischen Klasse der Österreichischen Akademie der Wissenschaften gewählt, deren Kommission für Rechtsgeschichte Österreichs er von 2010 bis 2012 und wieder seit 2015 leitet. Seit 2011 ist er ehrenamtlich als Geschäftsführer des Hans Kelsen-Instituts tätig. Er ist Mitglied der Vereinigung für Verfassungsgeschichte.
In seiner Dissertation beschäftigte sich Olechowski mit der Einführung der Verwaltungsgerichtsbarkeit in Österreich; es folgten zahlreiche weitere Arbeiten zur Geschichte des Verwaltungsgerichtshofes, der Unabhängigen Verwaltungssenate und zur Verwaltungsgerichtsbarkeits-Novelle 2012. In seiner Habilitationsschrift setzte sich Olechowski mit der Geschichte von Pressefreiheit und Presserecht auseinander. Von 1998 bis 2002 forschte er im Auftrag der Österreichischen Historikerkommission zu den vermögensrechtlichen Folgen der NS-Herrschaft in Österreich. 2003 wurde er von den damaligen Geschäftsführern des Hans Kelsen-Instituts eingeladen, eine Biographie zu Hans Kelsen zu schreiben; er leitete in der Folge zwei einschlägige Drittmittelprojekte, es folgten zahlreiche Aufsätze und Sammelbände; 2020 erschien dann die Biographie in erster, 2021 in zweiter Auflage. Ein weiteres Drittmittelprojekt betraf die Geschichte der Wiener rechts- und staatswissenschaftliche Fakultät im Zeitraum zwischen 1918 und 1938. Er ist Begründer und Hauptherausgeber der Beiträge zur Rechtsgeschichte Österreichs, die seit 2011 im Verlag der Österreichischen Akademie der Wissenschaften erscheinen.
Olechowski ist der Sohn des Erziehungswissenschaftlers Richard Olechowski.

## Preise und Auszeichnungen
- 1998: Alfons Tropper-Preis, Preis der Österreichischen Akademie der Wissenschaften (philosophisch-historischen Klasse) für Forschungen auf dem Gebiet des österreichischen Rechtsstaates[7]
- 2021: Wissenschaftspreis der Margarethe-Lupac-Stiftung, verliehen vom Österreichischen Parlament[8]

## Veröffentlichungen (Auswahl)
- Die Einführung der Verwaltungsgerichtsbarkeit in Österreich (= Österreichische rechtswissenschaftliche Studien. Bd. 52). Manz, Wien 1999, ISBN 3-214-07952-2 (Zugleich: Wien, Universität, Dissertation, 1998).
- Der österreichische Verwaltungsgerichtshof. Geschichte der Verwaltungsgerichtsbarkeit in Österreich – das Palais der ehemaligen Böhmisch-Österreichischen Hofkanzlei (= 125 Jahre VwGH (1876–2001)). Verlag Österreich, Wien 2001, ISBN 3-7046-1689-3.
- (Hrsg.) Werner Ogris: Elemente europäischer Rechtskultur. Rechtshistorische Aufsätze aus den Jahren 1961–2003. Böhlau, Wien 2003.
- Die Entwicklung des Preßrechts in Österreich bis 1918. Ein Beitrag zur österreichischen Medienrechtsgeschichte. Manz, Wien 2004, ISBN 3-214-08350-3.
- mit Franz-Stefan Meissel und Christoph Gnant: Untersuchungen zur Praxis der Verfahren vor den Rückstellungskommissionen (= Veröffentlichungen der Österreichischen Historikerkommission. Bd. 4/2). Oldenbourg, Wien/München 2004, ISBN 3-7029-0468-9 und ISBN 3-486-56694-6.
- mit Tamara Ehs und Kamila Staudigl-Ciechowicz: Die Wiener Rechts- und Staatswissenschaftliche Fakultät 1918–1938 (= Schriften des Archivs der Universität Wien. Bd. 20). Vienna University Press, Göttingen 2014, ISBN 978-3-89971-985-7.
- Rechtsgeschichte. Einführung in die historischen Grundlagen des Rechts. WUV-Universitäts-Verlag, Wien 2006, ISBN 978-3-7089-0001-8 (5. überarbeitete Auflage. Facultas, Wien 2019, ISBN 978-3-7089-1846-4).
- Rechtsgeschichte. Materialien und Übersichten. WUV-Universitäts-Verlag, Wien 1997, ISBN 3-85114-457-0 (8. überarbeitete Auflage. Facultas, Wien 2019, ISBN 978-3-7089-1845-7).
- mit Herbert Kalb, Anita Ziegerhofer: Der Vertrag von St. Germain. Kommentar. Manz, Wien 2021.
- Hans Kelsen. Biographie eines Rechtswissenschaftlers, Mohr Siebeck, Tübingen 2020, ISBN 978-3-16-159292-8 (2. überarbeitete Auflage. Mohr Siebeck, Tübingen 2021, ISBN 978-3-16-160205-4).